# Pivnisko
Pivnisko (německy Piwnisko) je vesnice spadající pod obec Chlístovice. Leží v katastrálním území Žandov.

## Historie
První písemná zmínka o vesnici pochází z roku 1388.